# Flindersella improcera
Flindersella improcera är en insektsart som först beskrevs av Rehn, J.A.G. 1952.  Flindersella improcera ingår i släktet Flindersella och familjen Morabidae. Inga underarter finns listade i Catalogue of Life.